# Орочімару (Наруто)
Орочіма́ру (яп. 大蛇丸) — герой манги та аніме-серіалу «Naruto», створеного і намальованого манґакою Масаші Кішімото. Орочімару — один з головних антагоністів серіалу, надзвичайно могутній ніндзя, який намагається знищити головних героїв. Орочімару належить до злочинців класу S, а також до Трьох Легендарних Ніндзя (Орочімару, Цунаде та Джирая). Він створив власне поселення — Селище Звуку, де збирає ніндзя-зрадників. Згодом його учнем став Саске Учіха. 
Ім’я Орочімару походить від імені восьмоголової змії, про яку розповідається в стародавній японській легенді. Там бог блискавки Суса-ноо вбиває Орочі, восьмиголову змію, знайшовши клинок у її хвості. Під час свого поєдинку з Учіха Ітачі Орочімару також використовує Восьмихвосту Змію, однак вона переможена технікою Ітачі під назвою Сусано. 
Орочімару — хитра і честолюбна людина. Мету свого життя він бачив у володінні всіма можливими техніками. Через це Орочімару обрав шлях зрадника, покинувши Селище Схованого Листа і ставши головним супротивником ніндзя Конохи.

## Мета і характер
Орочімару все життя прагнув стати Хокаґе, однак для цього він не гребував навіть найпідлішими способами. У цьому показано характер Орочімару — зрадливої і лукавої людини, егоїста, який вважає оточуючих лише інструментами у власних руках. Тому Орочімару ніколи не мав по-справжньому дорогої йому людини- такі почуття завжди затьмарювали його корисливість і підлість.
Окрім цих рис, Орочімару також є прекрасним психологом. Він завжди вибирав найвдаліший момент, коли можна було зламати людський дух, і саме тоді переконував людину слідувати за ним. Так Орочімару переманював на свій бік багатьох ніндзя, роблячи їх своїми вірними слугами. Люди вірили, що Орочімару може дати їм те, що вони шукають, однак Орочімару, затуманюючи оточуючим голови, керувався тільки власними цілями.
Мета життя Орочімару — стати наймогутнішим зі всіх ніндзя, стати безсмертним і заволодіти всіма техніками. Тому Орочімару проводить різноманітні досліди на живих людях, не переймаючись їх загибеллю. Це так поглинуло Орочімару, що він не довіряє нікому і постійно плете свої інтриги. Власні честолюбні плани і призвели до загибелі Орочімару, адже техніки, які він застосовував на собі, відбились на його тілі.

## Перша частина

### Життя в Коноcі

Молоді Цунаде, Орочімару і Джірайя зі своїм вчителем Сарутобі

В дитинстві Орочімару увійшов у команду Третього Хокаґе, яка складалася з нього, Цунаде та Джірайї. Всі члени команди були надзвичайно обдарованими, тому згодом Цунаде, Джірая та Орочімару стали називати «Трьома Легендарними Ніндзя».
Однак команда згодом розділилася. Орочімару став сенсеєм кунойічі Анко Мітараші. Дівчина була надзвичайно талановитою, і Орочімару провів на ній експеримент, поклавши тавро Проклятої Мітки. І хоча попередні піддослідні помирали, дівчинці вдалося вижити. Орочімару згодом покидає свою ученицю, викинувши, як використаний товар.
Після цього Орочімару вирішив, що нема потреби ховати свою справжню натуру, і покинув Коноху. По дорозі його спробував зупинити Джірайя, однак йому це не вдалося. Орочімару покидає Селище Листя і стає зрадником Коноги.

### Перебування в «Акацукі» та заснування Селища Звуку
Покинувши Коноху, Орочімару приєднався до кримінальної організації «Акацукі». Його партнером  стає Сасорі. Орочімару хотілося заволодіти тілом Ітачі Учіха, щоби отримати його Шарінґан, однак йому це не вдалося. Під час поєдинку Ітачі перемагає Орочімару, використавши техніку супротивника на його ж шкоду.
Після цього Орочімару покидає «Акацукі». Він створює власне поселення — «Селище Звуку», куди збираються ніндзя-зрадники із різних селищ. Орочімару контролює великою кількістю надзвичайно сильних ніндзя, які виконують кожний наказ. Окрім цього, слуги є неймовірно відданими Орочімару, вони готові померти за нього. Це спричинене тим, що Орочімару знайшов слабке місце кожного з них, і вправно цим маніпулює.

### Напад на Коноху
Під час Екзамену для підвищення у званні до рівня Чунін Орочімару знову з’являється в Коносі. Він маскується під ніндзя-Ґенін, і атакує команду №7. Під час поєдинку із Саске Орочімару показує свою істинну подобу. Він ставить на Саске тавро Проклятої Мітки. Згодом шлях по дорозі з Лісу Смерті йому перепиняє Анко Мітараші — колишня учениця, що ненавидить учителя за зраду. Однак їй не вдається перемогти Орочімару. Після поразки вона доповідає Третьому Xокаґе про повернення Орочімару.
У II турі Орочімару маскується під сенсея команди Звуку. Згодом він стикається з Какаші, що перепиняє йому шлях до Саске, не дозволяючи заволодіти Саске. Орочімару відступає, однак вказує на свою мету — він хоче заволодіти Шарінґаном, використавши для цього тіло Саске.
У III турі Орочімару розпочинає повстання проти Коноги. Він зустрічається у поєдинку з Третім Xокаґе — своїм колишнім вчителем. Йому вдається перемогти, однак 
Xокаґе встигає проклясти його руки перед загибеллю. Після цього Орочімару відчуває потребу замінити своє тіло.

### Саске залишає Коноху
Згодом Орочімару намагається врятувати свої руки, звертаючись до Цунаде , геніального медика, однак вона відмовляє йому, не зважаючи на обіцянки воскресити дорогих їй людей.
Тоді Орочімару починає активно діяти, він хоче переманити Саске на свій бік. Відчувши потрібний момент, Орочімару посилає до Саске Четвірку Звуку, яка переконує Саске приєднатися до Орочімару. Ніндзя Звуку переводять Прокляту Мітку Саске на II рівень, і він проходить до Орочімару, бажаючи сили для помсти брату. Хоча Орочімару планував використати тіло Саске, для цього йому потрібно 3 роки. За цей час він тренує Саске, навчаючи його найсильніших технік.

## Друга частина

### Нова зустріч
Через пройдений час Орочімару знову з'являється, перетинаючи шлях головним героям. Він показує свою неймовірну силу, однак видно, що його тіло ледве витримує навантаження. Також показано стосунки Саске і Орочімару . Саске ставиться до Орочімару зневажливо, відвертаючись від  вчителя. 
Орочімару і далі проводить досліди над людьми. Він відчуває потребу у зміні тіла, щоб вже не може нормально функціонувати. Практикуючи різноманітні джутсу, Орочімару намагається відтягнути свою загибель. У цьому йому допомагає Кабуто.

### Саске повстає проти Орочімару
Після одного поєдинку тіло Орочімару починає відділятися. У цей момент Саске Учіха вирішує його атакувати, мотивуючи свій вчинок тим, що Орочімару не може дати йому більше нічого нового. До того ж, Саске знав про бажання Орочімару заволодіти його тілом. 
Розпочинається бій між Орочімару і Саске . Орочімару перетворюється у гігантську змію, однак Саске перемагає її за допомогою сили Проклятої Мітки II рівня.Тоді Орочімару проводить ритуал перенесення душі, однак Саске блокує цю техніку своїм Шарінґаном. Орочімару гине, а Саске поглинає його сили.
Хоча  Орочімару загинув, але частиною його тіла заволодів Кабуто, його найвірніший слуга. Після цього частини тіла Орочімару поступово поглинають Кабуто. Є можливість, що Орочімару повернеться, захопивши тіло Кабуто. 
Також часточці Орочімару вдається вийти назовні у поєдинку Саске з Ітачі. Тоді Саске звільняє Орочімару, щоб отримати більше сили.

### Техніки
Орочімару — один з наймогутніших ніндзя, чиї техніки однаково розвинені у всіх видах джутсу. Однак найголовнішими техніками Орочімару є джутсу, пов'язані зі зміями. Орочімару здатен прикликати гігантську змію, яка ніколи не кориться і потребує в жертву сотню воїнів. Орочімару має уміння Технік Безсмертя, а також силу контролю над людською свідомістю. Сила Орочімару неймовірна, однак після прокляття, насланого Третім Xокаґе, сили Орочімару постійно підточуються, і згодом зовсім руйнують його тіло.